# Mistrovství světa v judu 1985 – muži – lehká váha (-71kg)
Zápasy v judu na XIII. mistrovství světa v kategorii lehkých vah mužů proběhly v Soulu, 28. září 1985.

## Finále
| Finále       |              |
| ------------ | ------------ |
| An Pjong-kun | An Pjong-kun |
| Mike Swain   | An Pjong-kun |

## Opravy / O bronz
Do oprav se dostali judisté, kteří během turnaje prohráli svůj zápas s jedním ze dvou finalistů.
| opravy            | opravy            | o bronz           |                |
| ----------------- | ----------------- | ----------------- | -------------- |
| Džambalyn Ganbold | Džambalyn Ganbold | Džambalyn Ganbold | Steffen Stranz |
| Kieran Foley      | Džambalyn Ganbold | Džambalyn Ganbold | Steffen Stranz |
|                   | Takahiro Nišida   | Džambalyn Ganbold | Steffen Stranz |
|                   |                   | Steffen Stranz    | Steffen Stranz |
| volný los         | John Moody        | Serge Dyot        | Wiesław Błach  |
| volný los         | John Moody        | Serge Dyot        | Wiesław Błach  |
|                   | Serge Dyot        | Serge Dyot        | Wiesław Błach  |
|                   |                   | Wiesław Błach     | Wiesław Błach  |

## Pavouk
|   | 1/32                 | 1/16                 | čtvrtfinále     | semifinále     | finále       |
| - | -------------------- | -------------------- | --------------- | -------------- | ------------ |
| A | João Baptista Lei    | Takahiro Nišida      | Takahiro Nišida | An Pjong-kun   | An Pjong-kun |
| A | Takahiro Nišida      | Takahiro Nišida      | Takahiro Nišida | An Pjong-kun   | An Pjong-kun |
| A | Siao Chin Chong      | Franc Očko           | Takahiro Nišida | An Pjong-kun   | An Pjong-kun |
| A | Franc Očko           | Franc Očko           | Takahiro Nišida | An Pjong-kun   | An Pjong-kun |
| A | Džambalyn Ganbold    | An Pjong-kun         | An Pjong-kun    | An Pjong-kun   | An Pjong-kun |
| A | An Pjong-kun         | An Pjong-kun         | An Pjong-kun    | An Pjong-kun   | An Pjong-kun |
| A | volný los            | Kieran Foley         | An Pjong-kun    | An Pjong-kun   | An Pjong-kun |
| A | volný los            | Kieran Foley         | An Pjong-kun    | An Pjong-kun   | An Pjong-kun |
| B | Robert van der Vlist | Robert van der Vlist | Steffen Stranz  | Steffen Stranz | An Pjong-kun |
| B | Tamaz Namgalauri     | Robert van der Vlist | Steffen Stranz  | Steffen Stranz | An Pjong-kun |
| B | Steffen Stranz       | Steffen Stranz       | Steffen Stranz  | Steffen Stranz | An Pjong-kun |
| B | Bafaat               | Steffen Stranz       | Steffen Stranz  | Steffen Stranz | An Pjong-kun |
| B | Bertalan Hajtós      | Kerrith Brown        | Kerrith Brown   | Steffen Stranz | An Pjong-kun |
| B | Kerrith Brown        | Kerrith Brown        | Kerrith Brown   | Steffen Stranz | An Pjong-kun |
| B | volný los            | Manfred Hölzler      | Kerrith Brown   | Steffen Stranz | An Pjong-kun |
| B | volný los            | Manfred Hölzler      | Kerrith Brown   | Steffen Stranz | An Pjong-kun |
| C | Wiesław Błach        | Wiesław Błach        | Wiesław Błach   | Wiesław Błach  | Mike Swain   |
| C | Federico Vizcarra    | Wiesław Błach        | Wiesław Błach   | Wiesław Błach  | Mike Swain   |
| C | Joaquín Ruiz         | Joaquín Ruiz         | Wiesław Błach   | Wiesław Błach  | Mike Swain   |
| C | Andres Macion        | Joaquín Ruiz         | Wiesław Błach   | Wiesław Błach  | Mike Swain   |
| C | Ezio Gamba           | Ezio Gamba           | Ezio Gamba      | Wiesław Błach  | Mike Swain   |
| C | Johannes Wohlwend    | Ezio Gamba           | Ezio Gamba      | Wiesław Błach  | Mike Swain   |
| C | volný los            | Sérgio Sano          | Ezio Gamba      | Wiesław Błach  | Mike Swain   |
| C | volný los            | Sérgio Sano          | Ezio Gamba      | Wiesław Błach  | Mike Swain   |
| D | Glenn Beauchamp      | Serge Dyot           | Serge Dyot      | Mike Swain     | Mike Swain   |
| D | Serge Dyot           | Serge Dyot           | Serge Dyot      | Mike Swain     | Mike Swain   |
| D | volný los            | Stewart Brain        | Serge Dyot      | Mike Swain     | Mike Swain   |
| D | volný los            | Stewart Brain        | Serge Dyot      | Mike Swain     | Mike Swain   |
| D | Didier Brenard       | John Moody           | Mike Swain      | Mike Swain     | Mike Swain   |
| D | John Moody           | John Moody           | Mike Swain      | Mike Swain     | Mike Swain   |
| D | volný los            | Mike Swain           | Mike Swain      | Mike Swain     | Mike Swain   |
| D | volný los            | Mike Swain           | Mike Swain      | Mike Swain     | Mike Swain   |